# Witold Jan Urbanowicz

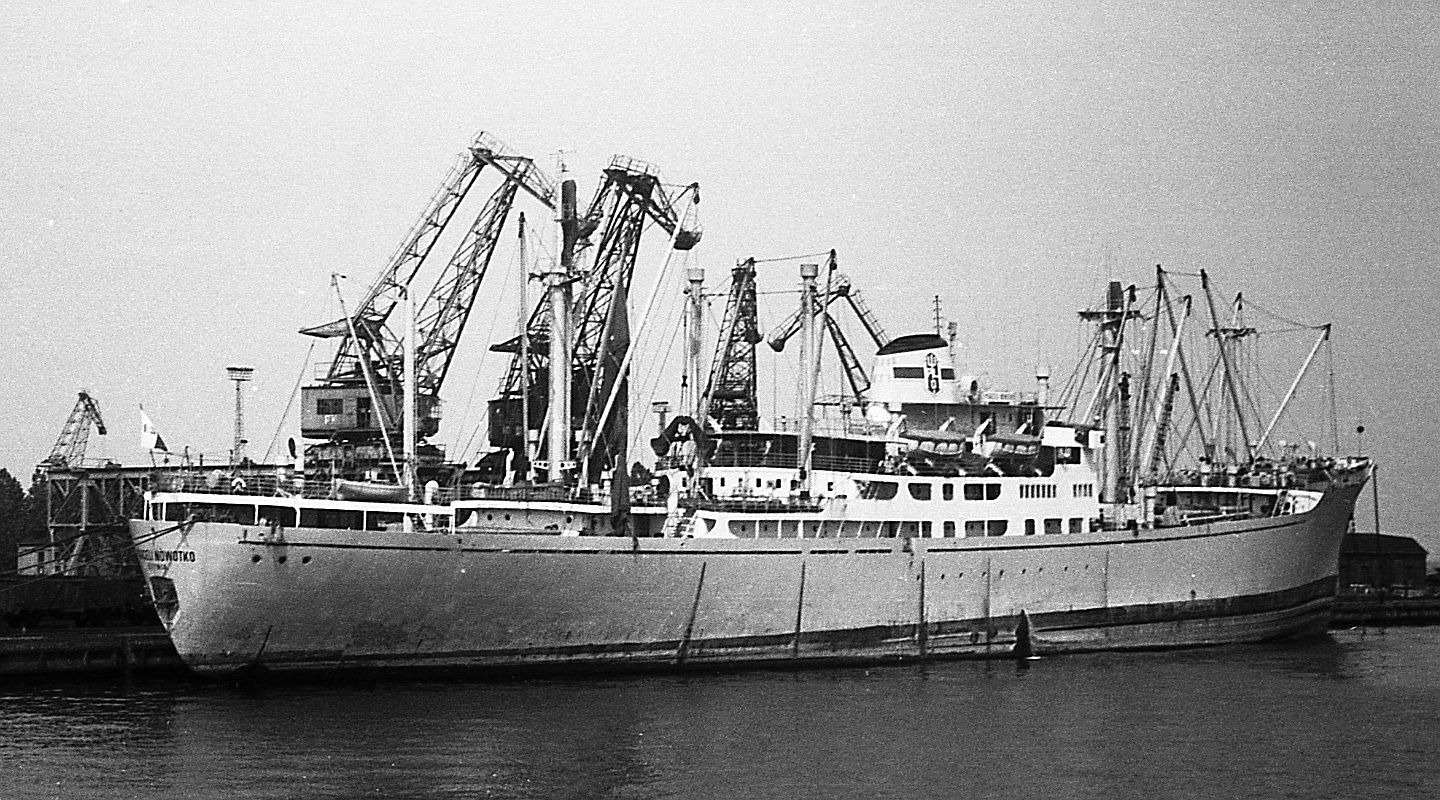
Dziesięciotysięcznik MS Marceli Nowotko

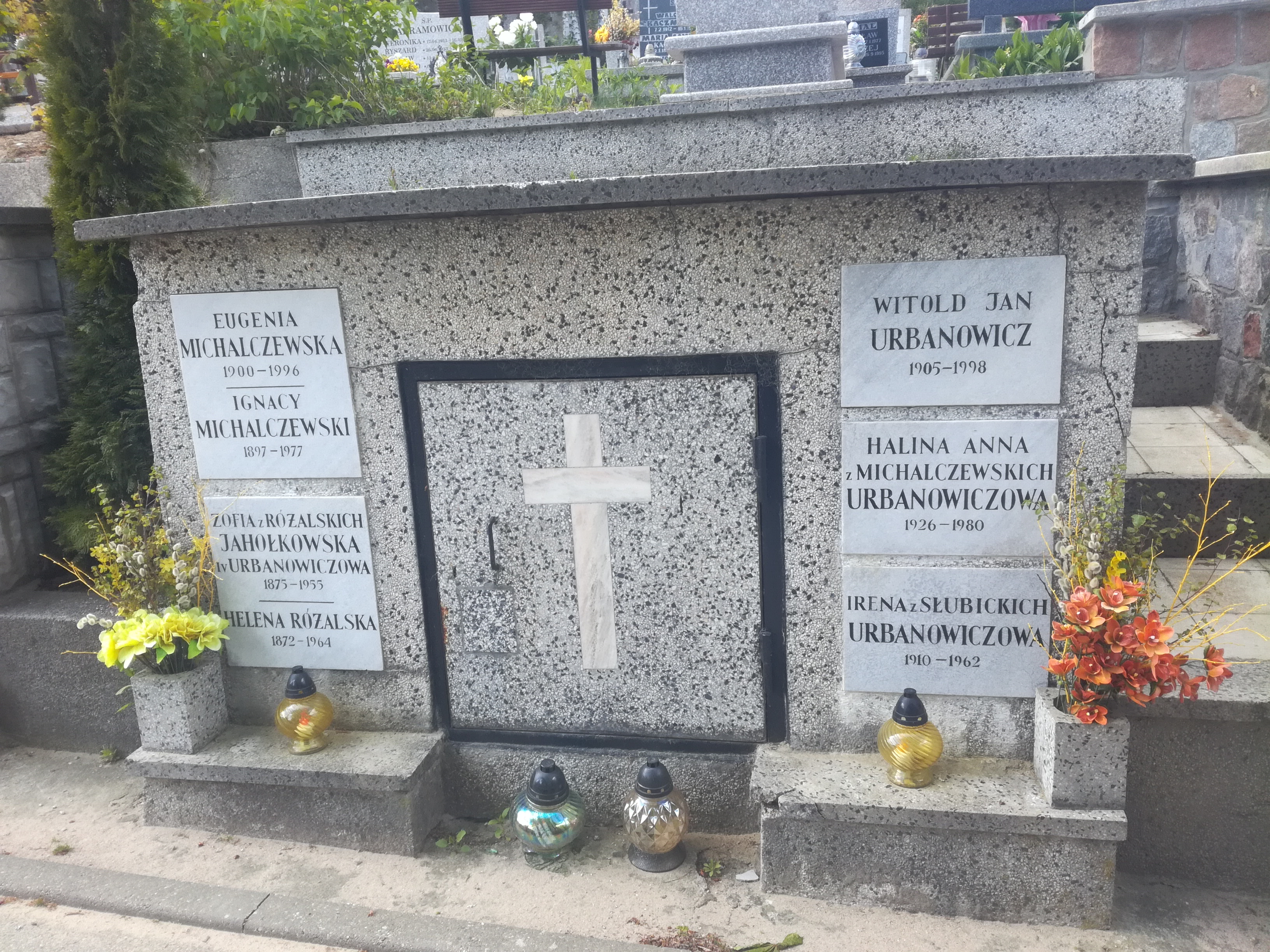
Grób profesora Witolda Urbanowicza na cmentarzu Witomińskim

Witold Jan Urbanowicz (ur. 27 marca 1905 w Baku, zm. 11 sierpnia 1998 w Gdyni) – profesor Wydziału Budowy Okrętów Politechniki Gdańskiej. Prekursor i teoretyk na skalę światową architektury statków.

## Życiorys
Herbu „Łabędź”. Siostra: Wanda, żona Jerzego Gerlicza (właściciela majątku Stemplew). Żona: Irena ze Słubickich. Dzieci: Olgierd i Bogdan.

### Praca zawodowa
Absolwent Politechniki Gdańskiej w okresie międzywojennym (wtedy uczelni Wolnego Miasta Gdańska).
Praktykę odbywał m.in. w stoczni w Saint-Nazaire (Francja), budującej właśnie transatlantyk Normandie. Do wybuchu II wojny światowej pracował w polskich przedsiębiorstwach armatorskich – „Żegluga Polska” i „Polbryt” w Gdyni, zajmując się tam projektami przebudowy ich statków i projektowaniem nowych (niezrealizowanych podówczas).
Został zmobilizowany do Marynarki Wojennej w sierpniu 1939 i uczestniczył w obronie Helu jako specjalista okrętowiec w Warsztatach Marynarki Wojennej w Helu. Po poddaniu się Helu uwięziony do marca 1940 r. w niemieckim obozie pod Gdańskiem. Zwolniony do pracy przymusowej w stoczniach gdyńskich zbiegł do GG i działał w konspiracji.
Jednym z bardziej znanych projektów, opracowanych przez prof. Urbanowicza, był niewprowadzony ostatecznie pod polską banderę statek pasażersko-drobnicowy dla „Polbrytu”, mający zastąpić starą „Warszawę” (pierwszy polski statek handlowy tego imienia). Był to pierwszy projekt statku tego rodzaju w dziejach polskiego okrętownictwa. Jest szczegółowo opisany w książce profesora pt. Transatlantyki. O mały włos starą polbrytowską „Warszawę” zastąpiłaby w roli pierwszego statku nazwanego imieniem stolicy Polski – amerykańskiej budowy 4321-tonowa, jednokominowa „Warszawa” spod flagi holenderskiego armatora NASM (czyli HALu), jedyny statek owego armatora noszący polską nazwę zapisaną w języku oryginału. O przejęcie tego statku pod polską banderę starało się krakowskie przedsiębiorstwo żeglugowe „Sarmacja”. Niedoszła druga „Warszawa”, zbudowana w Alblasserdam w Holandii, ostatecznie trafiła pod znak Kriegsmarine, jako jej jednostka pomocnicza o nazwie „Ostwind” (potem „Bolkoburg”). Ciekawe jest to, że dziejopis wszystkich niemieckich okrętów wojennych XIX i XX wieku – Erich Groener – umieścił „Bolkoburg” tylko w spisie jednostek nieomawianych w skróconej wersji swojego dzieła o niemieckich okrętach.
Po II wojnie światowej i powrocie Pomorza Gdańskiego do Polski zaczął pracę w tworzącym się tam polskim przemyśle stoczniowym. W 1945 r. został pierwszym dyrektorem naczelnym, a następnie dyrektorem technicznym Zjednoczenia Stoczni Polskich.
W 1950 r. utworzył resortowy instytut naukowo-badawczy – Morski Instytut Techniczny (przemianowany w 1951 r. na Instytut Morski).
W pierwszej połowie lat sześćdziesiątych XX wieku prof. Urbanowicz był członkiem zespołu projektującego duży, około 23 000-tonowy statek pasażerski „Polonia II”, pomyślany jako sukcesor starzejącego się „Batorego”. Projekt ten stanowił w 1965 roku najpełniejsze techniczno-ekonomiczne opracowanie koncepcji nowoczesnego „pasażera” w Polsce.
Z jego inicjatywy rozwinęła się nowa dyscyplina – architektura okrętów, a Politechnika Gdańska jako pierwsza uczelnia w świecie kształciła kadrę w tej specjalności, wykształcając na przełomie lat 50. i 60. XX w. polską szkołę w tej dziedzinie. Z udziałem prof. Urbanowicza powstała np. znana seria „dziesięciotysięczników” (pierwszy z serii, m/s „Marceli Nowotko”, zwodowany został w 1955 r.).
Autor nowatorskiej na skalę światową publikacji Architektura okrętów (Gdynia, Wydawnictwo Morskie, wyd. 1 – 1959, wyd. 2 (zm. i poszerz.) – 1965; nakł. 10 300 egz.). Praca Profesora została wydana także po rosyjsku w ówczesnym Związku Radzieckim. Informowało o tym „Morze” z maja 1970 roku. Później okazało się, że książkę wydano tam bez zgody autora.
W 1958 był w gronie założycieli TPCMM (Towarzystwa Przyjaciół Centralnego Muzeum Morskiego).
Pochowany na cmentarzu Witomińskim (kwatera 57-17-9).

## Publikacje Witolda Urbanowicza
- Architektura okrętów, wyd. 1, Gdynia 1959,
- Architektura okrętów, wyd. 2 (zm. i poszerz.), Gdynia 1965[6]
- Witold Jan Urbanowicz: Transatlantyki: zarys ich dziejów i techniki. Wyd. 1. Gdańsk: Wydawnictwo Morskie, 1977. OCLC 4806806.